# NGC 7343
NGC 7343 ist eine Balken-Spiralgalaxie mit aktivem Galaxienkern vom Hubble-Typ SBbc Sternbild Pegasus am Nordsternhimmel. Sie ist schätzungsweise 343 Millionen Lichtjahre von der Milchstraße entfernt und hat einen Durchmesser von etwa 100.000 Lj.
Im selben Himmelsareal befinden sich u. a. die Galaxien NGC 7331, NGC 7335, NGC 7337, NGC 7340.
Die Typ-Ia-Supernova SN 1974J wurde hier beobachtet.
Das Objekt wurde am 14. September 1866 von Truman Henry Safford entdeckt.